# Pseudopalicus
Pseudopalicus is een geslacht van kreeftachtigen uit de klasse van de Malacostraca (hogere kreeftachtigen).

## Soorten
- Pseudopalicus acanthodactylus Castro, 2000
- Pseudopalicus amadaibai (Sakai, 1963)
- Pseudopalicus bidens Promdam & Nabhitabhata, 2012
- Pseudopalicus declivis Castro, 2000
- Pseudopalicus glaber Castro, 2000
- Pseudopalicus investigatoris (Alcock, 1900)
- Pseudopalicus macromeles Castro, 2000
- Pseudopalicus oahuensis (Rathbun, 1906)
- Pseudopalicus pictus Castro, 2000
- Pseudopalicus serripes (Alcock & Anderson, 1894)
- Pseudopalicus sexlobatus (Kensley, 1969)
- Pseudopalicus undulatus Castro, 2000